# Gondokoro
 Gondokoro  es una ciudad al sur del Sudán del Sur en el estado de Ecuatoria Central, a unos diez kilómetros al noreste de la ciudad estratégica de Yuba. Su importancia residía en el hecho de que se encontraba a pocos kilómetros del límite de navegabilidad del Nilo desde Jartum aguas arriba. Desde este punto, el viaje hacia el sur hasta Uganda continuó por tierra.
El misionero católico austriaco Ignatius Knoblecher estableció una misión allí en 1852. [2] Fue abandonada en 1859. Gondokoro fue el escenario de la llegada de John Hanning Speke y James Augustus Grant después de su gira de dos años y cinco meses por África Central. de Zanzíbar. Llegaron exhaustos el 13 de febrero de 1863, esperando ser recibidos por el cónsul británico John Petherick y su grupo de rescate. Mientras Petherick estaba cazando en el campo, los dos exploradores fueron recibidos por Samuel Baker y su esposa Florence Baker, quienes los saludaron con una taza de té. [3]
Un pasaje de The White Nile de Alan Moorehead (p. 61) lo describe así: "El deportista Samuel Baker y su esposa habían subido por el Nilo para buscarlos, y había otros también que habían venido a Gondokoro en la misma misión, tres damas holandesas, la baronesa van Capellan y la señora y la señorita Tinne, pero se vieron obligados a regresar a Jartum por enfermedad... 'Speke', dice Baker, 'parecía el más agotado de los dos: estaba excesivamente flaco, pero estaba realmente en buenas condiciones: había caminado todo el camino desde Zanzíbar, sin haber cabalgado nunca durante esa extenuante marcha. exhibición de trabajo de sastrería de la industria áspera '".
En 1874 el General Gordon tomó la población a favor del khedive del Jedivato de Egipto, asegurando así el dominio de Egipto sobre todo el sur del Sudán (entonces provincia de Ecuatoria).
Theodore Roosevelt pasó por Gondokoro en la expedición africana Smithsonian-Roosevelt con su hijo, Kermit Roosevelt, Edgar Alexander Mearns, Edmund Heller y John Alden Loring. 